# 国際連合平和維持活動等に対する協力に関する法律
国際連合平和維持活動等に対する協力に関する法律（こくさいれんごうへいわいじかつどうとうにたいするきょうりょくにかんするほうりつ、平成4年6月19日法律第79号）は、国際連合の国連平和維持活動（英語: Peace Keeping Operation, PKO）等への協力に関する日本の法律である。略称の国際平和協力法のほか、通称のPKO協力法と呼ばれることも多い。
1992年（平成4年）6月19日に公布された。国連によるPKO活動のほか、国連その他の国際機関等が行う人道的な国際救援活動に参加するため、文民や自衛隊海外派遣の根拠となる。
主務官庁は内閣府配下の国際平和協力本部で、外務省総合外交政策局国際平和・安全保障協力室と防衛省統合幕僚監部運用第2課国際協力室が共同で副所管。経済産業省製造産業局航空機武器宇宙産業課と連携して執行にあたる。

## 概要
冷戦期においては、日本は国際連合平和維持活動(PKO)に対し、非常に消極的であり、紛争地域の平和維持活動に対し政府人員を派遣することは皆無に等しかった。岸信介政権時代の1958年（昭和33年）、国連の要請により国際連合レバノン監視団（United Nations Observation Group in Lebanon, UNOGIL）への自衛隊の要員派遣が検討されたが、岸首相は日米安全保障条約改定と安保条約改定をテコにした日本国憲法改正を構想しており、その前に世論を刺激することをおそれて、国連の派遣要請を断っている。
冷戦末期から、ソ連は対立色を薄めアメリカ合衆国と協調するようになり、アンゴラ内戦の収拾など国連外交も活用されるようになってきていた。冷戦が終結した1990年代初頭において、湾岸戦争が勃発すると日本の国際貢献が問われる事態となった。これには、1991年（平成3年）に自衛隊ペルシャ湾派遣が行われている。

アンゴラに続き、モザンビークやカンボジアでも国際社会が協調して、内戦の収拾、復興の兆しが出、国連主体の和平構築の動きが見え始めると、日本にも相応の貢献が求められるようになり、1992年（平成4年）の通称PKO国会で国際連合平和維持活動等に対する協力に関する法律が成立し、文民、自衛隊によるPKO参加が開始されることとなった。
法成立により内閣府に国際平和協力本部が設置され、国際平和協力業務を実施することとなった。1992年（平成4年）9月にはアンゴラ国際平和協力業務として、第二次国際連合アンゴラ検証団(UNAVEM II)に3名の選挙監視要員からなるアンゴラ国際平和協力隊を派遣している。

この法律に基づく自衛隊の派遣は1992年（平成4年）9月のカンボジア国際平和協力隊として国際連合カンボジア暫定機構(UNTAC)に対するものである（自衛隊カンボジア派遣）。

なお、派遣される隊員は、自衛の為の最小限度の武器の携帯が許されている。ただし、2001年（平成13年）の法改正により、法律上自衛隊の国連平和維持軍（Peace Keeping Forces、PKF）への参加は認められるようになった。
2012年（平成24年）6月19日、本法律の施行20周年を記念して、防衛省、陸上自衛隊が協力しての記念切手が発行される。
2015年（平成27年）9月19日、平和安全法制成立により、PKO協力法が改正された。安全確保業務(巡回、検問、警護)に「駆け付け警護」が追加され、武器使用権限が拡大した。
これにより、離れた他国の部隊や国連職員、NGOなどを武器を使用して助ける事ができるようになり、国際連携平和安全活動において、米軍や多国籍軍との連携ができるようになった。
ただ、自衛隊が非戦闘地域に派遣されたのち、現地情勢が悪化し戦闘地域に陥ってしまった場合の懸念（日本独自の判断で業務中断や撤退が出来ない、など）が残っていたが、これに関する「参加五原則」については、見直しが行われなかった。
また、この法改正で新たに「国際連携平和安全活動」が追加され、国際連合以外の国際機関が行う活動でもPKOに類する任務であれば自衛隊を派遣できるようになった。これに基づいて2019年4月（平成31年）4月にシナイ半島駐留多国籍軍監視団(MFO)に司令部要員として自衛官2名が派遣された。

## 構成
- 第1章 総則
- 第2章 国際平和協力本部
- 第3章 国際平和協力業務等 
  - 第1節 国際平和協力業務
  - 第2節 自衛官の国際連合への派遣
- 第4章 物資協力
- 第5章 雑則

## PKO参加五原則
PKO協力法には、PKOに参加するための基本方針が示されており、これを参加5原則と呼ぶ。2012年（平成24年）3月の時点で、5原則は、以下の通りとなっている。
1. 紛争当事者の間で停戦合意が成立していること。
2. 当該平和維持隊が活動する地域の属する国を含む紛争当事者が当該平和維持隊の活動及び当該平和維持隊への我が国の参加に同意していること。
3. 当該平和維持隊が特定の紛争当事者に偏ることなく、中立的立場を厳守すること。
4. 上記の基本方針のいずれかが満たされない状況が生じた場合には、我が国から参加した部隊は、撤収することが出来ること。
5. 武器の使用は、要員の生命等の防護のために必要な最小限のものに限られること。

このうち、武器の使用に関する項目において「要員の生命等の防護のために必要な最小限のものに限られる」とある事については、自衛隊の参加実績が積み重なるに連れて、実態と乖離していると指摘されるようになり、予てから基準を変更するよう議論されるようになっている。例として、襲撃を受けた民間人を保護するため、自衛官を派遣した場合でも武器を使用することができないなど、現場の実態に即していない状況がある。これを解決するために、現在、他国の部隊が攻撃された場合、これを救助することを可能にする「駆け付け警護」の許可など、使用基準の緩和が検討されている。
なお、武器使用基準の緩和については、より広範な任務遂行のため権限拡大を求めて外務省が賛成しているのに対し、当事者の防衛省は、自衛隊員が危険に晒されるとして、緩和には慎重な姿勢である。
1992年（平成4年）のPKO参加五原則は、南スーダンPKOでは成立していないのに、民主党政権時に停戦合意が破られたら撤退が見直されず自衛隊を派遣、現行法もそのままである。